# 幌満川第3発電所ダム
幌満川第3発電所ダム（ほろまんがわだいさんはつでんしょダム）は、北海道日高振興局様似郡様似町字大泉にある幌満川水系二級河川幌満川中流部に築造された発電専用のダムで、日高山脈襟裳十勝国立公園内に位置する。

## 概要
新日本電工が管理を行う民間企業所有ダムであり、民間所有のダムとしては国内最大の貯水量を誇る
。水力発電を目的とした発電用ダムであり、ダム周辺は幌満橄欖岩体の北縁部にあたるためここを境に地形が一変する。

## 目的
アポイ岳周辺に分布するかんらん岩の採掘、ケイ酸質肥料の生成や電解コンデンサの製造に必要な大電力の確保が目的である。日量864,000m3 （最大）の放水により水力発電 - 6,000kW を行う。自社工場のみならず、えりも町全域の電力の供給も担っている。
新日本電工ではこれまで幌満川での発電電力は自社日高工場で主に消費していたが、固定価格買取制度（FIT）を利用した売電事業に転換するため、2015年9月から発電設備の全面更新工事を実施した。幌満川第2水力発電所は2017年11月1日、幌満川第3発電所は2019年2月1日に更新を完了し、第3発電所は出力6,221kWとなり運用を開始した。

## 幌満湖
総貯水容量：15,379,000m3 、常時満水位標高：EL 132.0m、最大水深31.0mの人造湖である。ダム湖とその流入河川ではニジマス、イワナ、ヤマメが釣れるが、内水面区画漁業権が設定されているため事前に新日本電工で遊漁許可証（500円／日）を購入する必要がある。

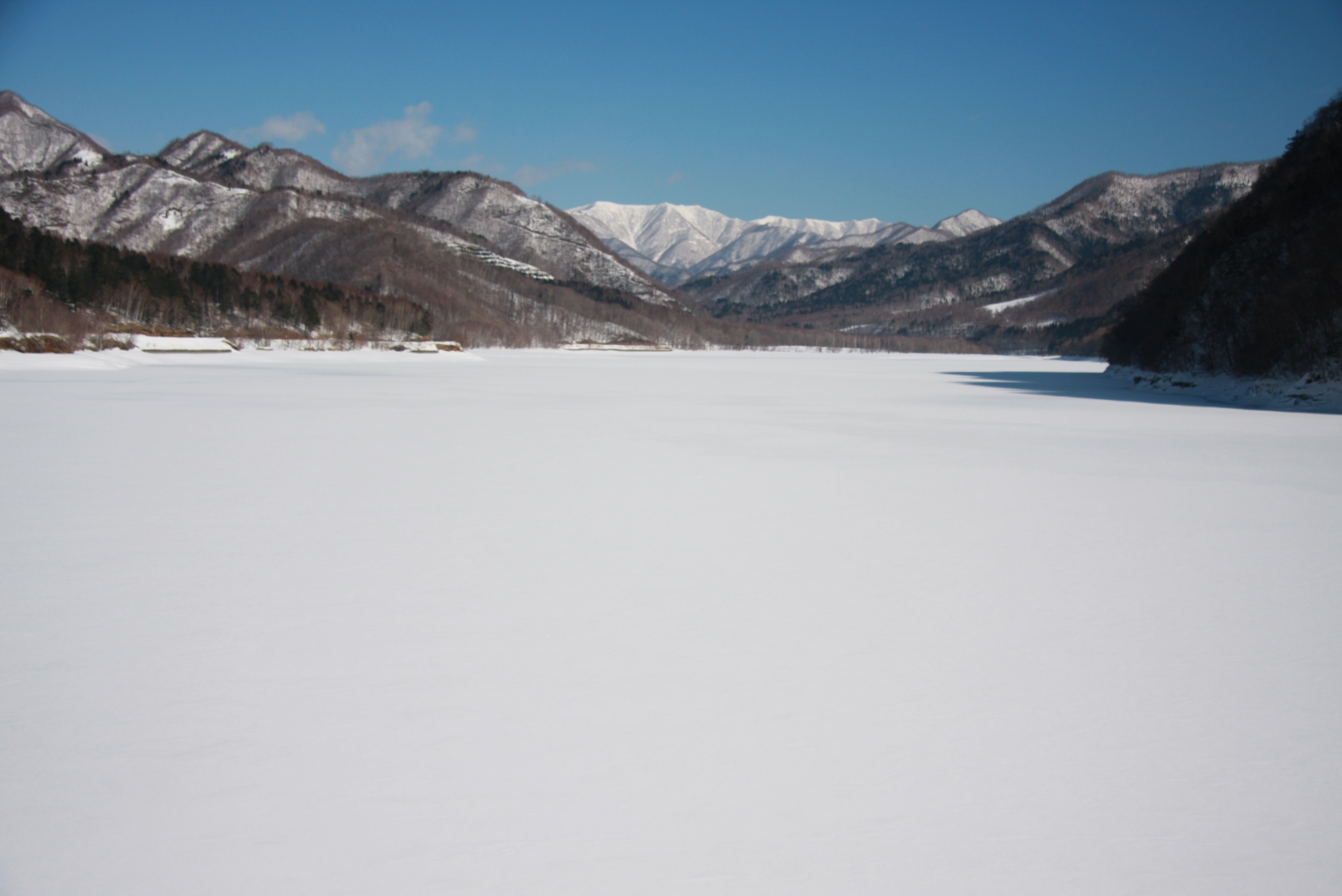
日高山脈襟裳十勝国立公園に指定されている
幌満湖（人造湖）　遠景は広尾岳

## 周辺
- 広尾岳 - 幌満川源頭
- アポイ岳
- 幌満峡